# C10H16N2O2
化学式C10H16N2O2（摩尔质量：196.25 g/mol）可以指：
- 法索西坦，CAS号：110958-19-5
- 2C-NH2，CAS号：168699-66-9

|  | 这个同类索引页列出了具有相同分子式的化学物（即同分異構體）条目。 除非您是有意链接至本页，否则应将相应条目的内部链接指向正确的条目。 |